# Burrito

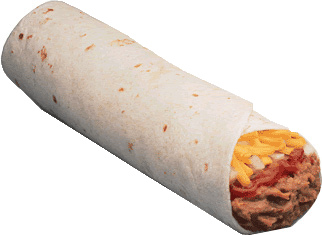
Um burrito simples com carne e queijo

Burrito é um prato tradicional da culinária mexicana e da culinária Tex-Mex consistindo em uma tortilla de farinha geralmente recheada de diversos ingredientes, a maior parte das variantes utiliza feijão e carnes (bovina, suína ou frango) com acompanhamentos.
Burritos percherones costumam ser maiores e os recheios incluem ingredientes como arroz, feijão, alface, tomates, salsa, guacamole, queijo, creme e vegetais, o que se distingue da variante mexicana do prato geralmente preenchida com carne e feijão.
Especialistas apontam que parte da popularização do Burrito no mundo se deve a cadeias de comida rápida especializadas, como Taco Bell e Chipottle.

## Etimologia

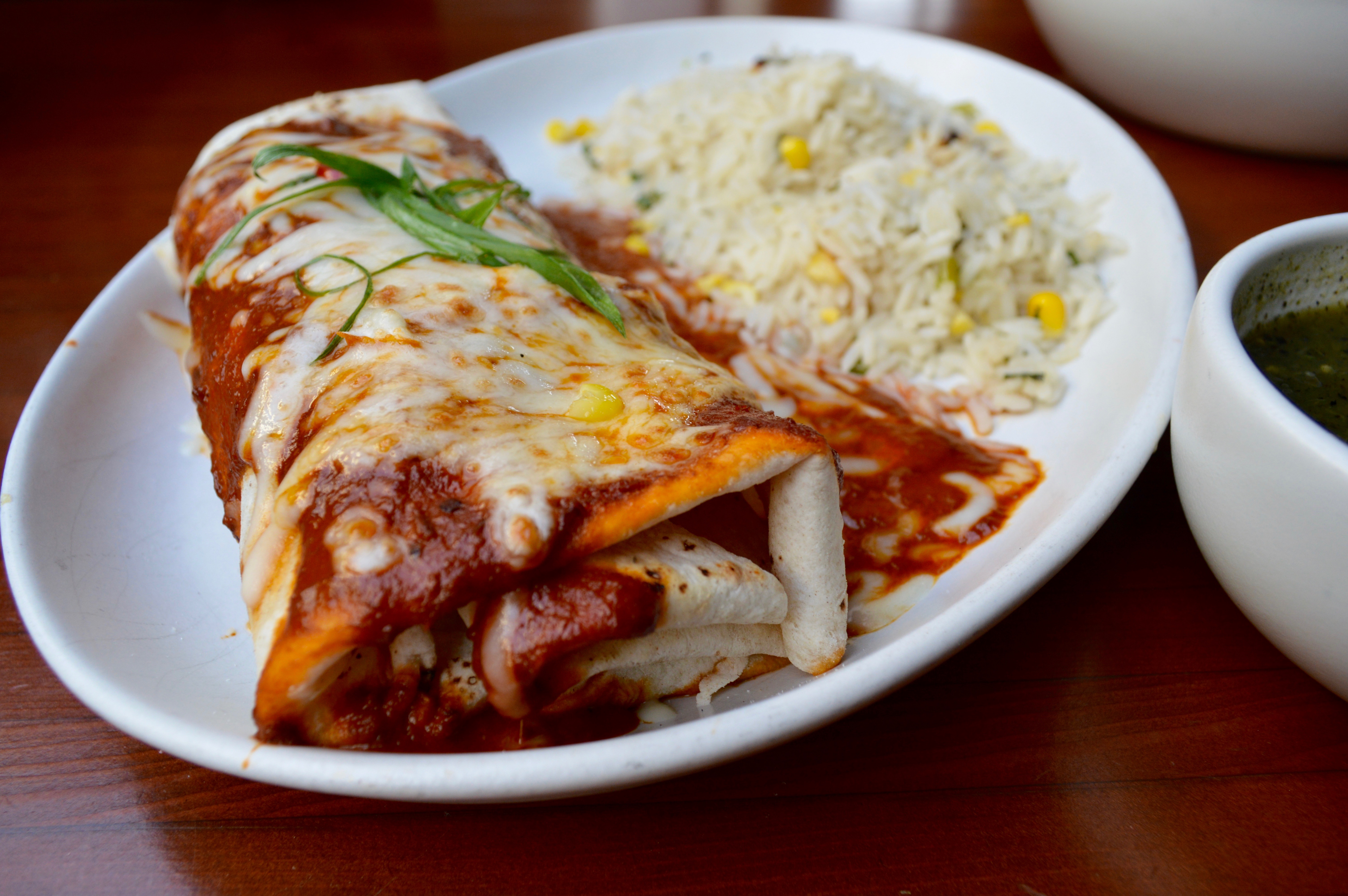
Imagem de um típico burrito em um prato acompanhado com arroz.

A palavra burrito significa "pequeno burro" em espanhol, o diminutivo de asno, popularmente conhecido como burro. O nome burrito, aplicado ao prato, possivelmente deriva da tendência dos burritos em conter tantos ingredientes quanto um burro é capaz de carregar.

## Galeria

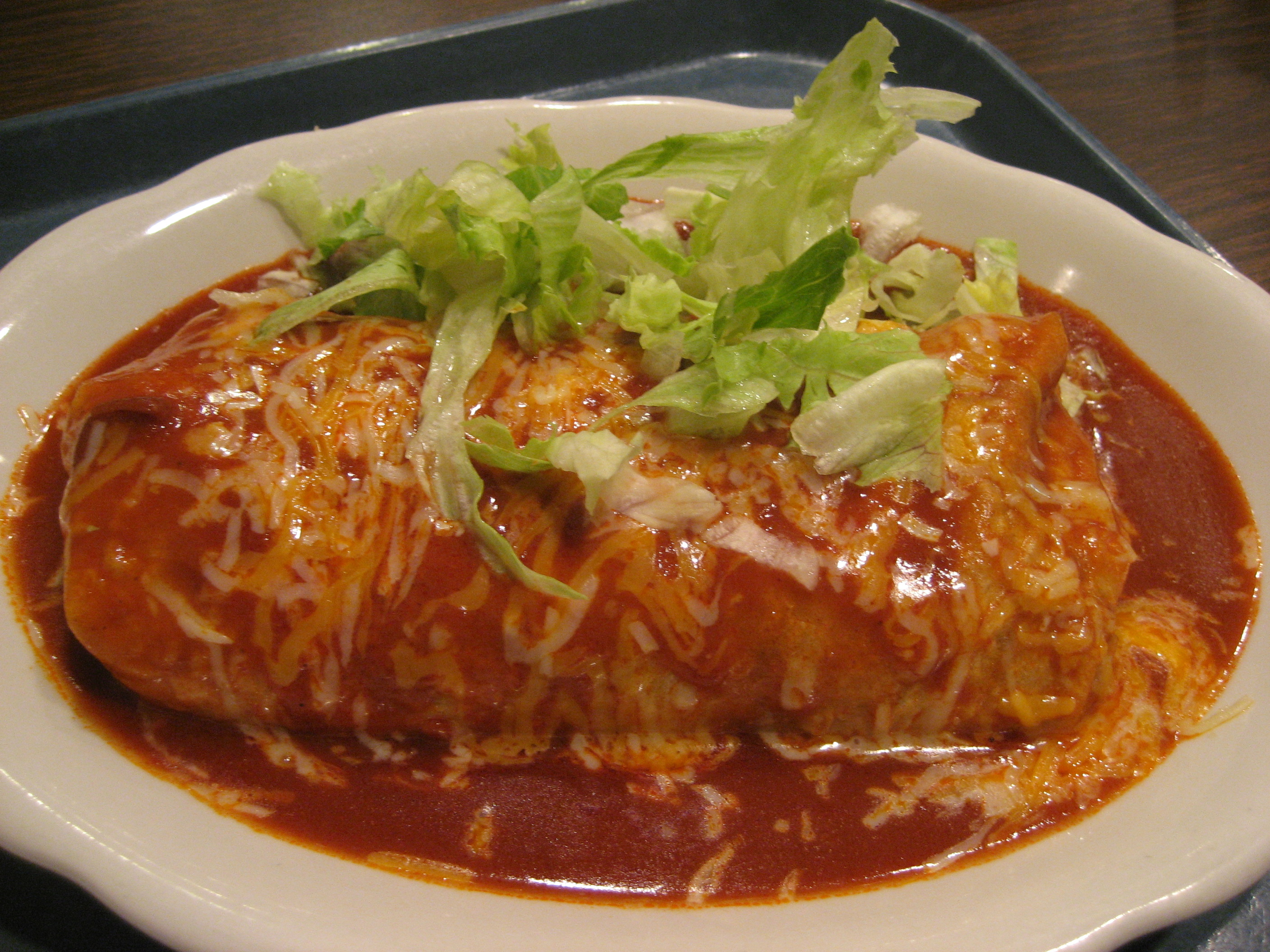
Um burrito molhado
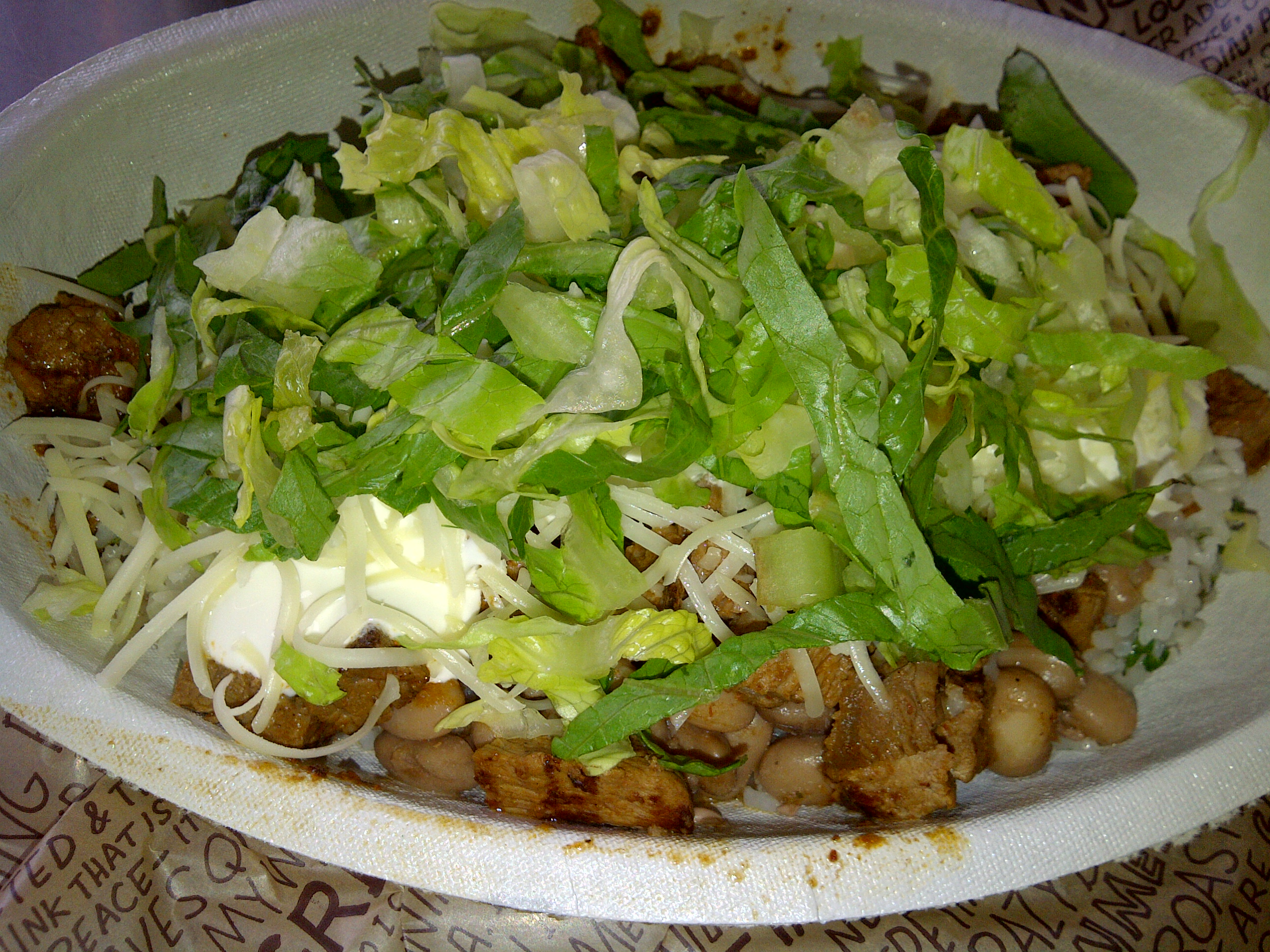
Uma tigela de burrito de bife
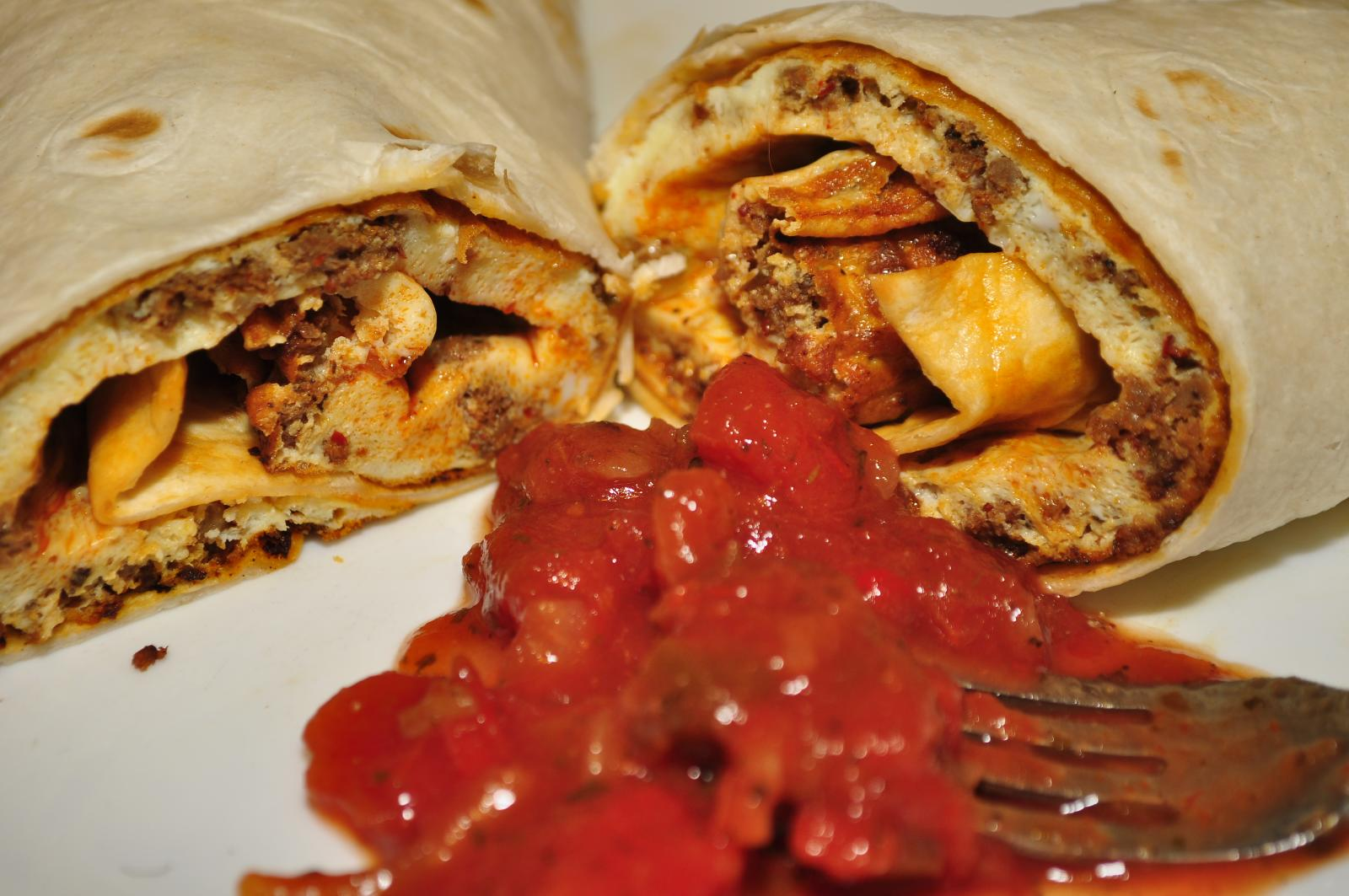
Um burrito de café da manhã com chouriço e ovo com salsa
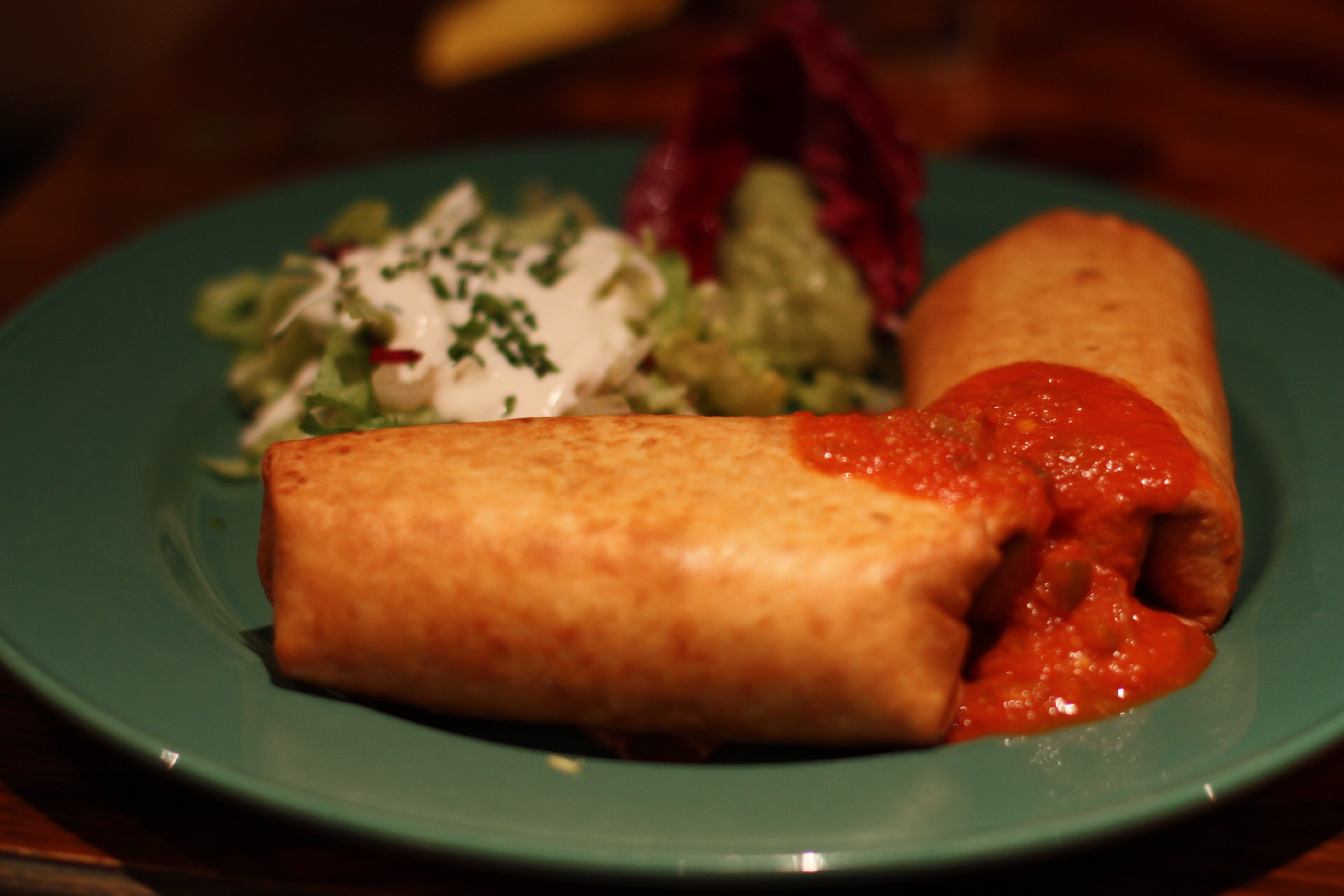
Uma chimichanga